# لوئی بچه
لوئی بچه (در آلمانی لودویگ چهارم یا Ludwig das Kind) واپسین فرمانروای کارولنژی‌ها بود که بر بخش خاوری سرزمین فرانک‌ها تا (۹۱۱ میلادی) فرمان می‌راند. او پسر امپراتور آرنولف کرنتنی بود. وی در سال (۸۹۳ میلادی) در آلتوتینگ باواریا زاده شد. پس از این‌که پدرش در سال (۸۹۹ میلادی) درگذشت در حالی‌که تنها شش سال داشت به‌جای او بر تخت نشست. حکمرانان اصلی سرزمین و سیاست‌گذاران دربار، نجیب‌زادگان و اسقفها بودند. بانفوذترین مشاوران لودویگ، روحانی بزرگ شهر ماینس اسقف هاتو و زالوموی سوم اسقف کنستانس بودند. در دوره پادشاهی او کشور زیر تازش مجارها قرار گرفته و ویران گردید. لودویگ در روز ۲۰ یا ۲۴ سپتامبر (۹۱۱ میلادی) در سن هیجده‌سالگی احتمالأ در فرانکفورت/ماین درگذشت. او در جوار آرامگاه پدرش آرنولف کرنتنی در شهر رگنزبورگ به‌خاک سپرده شد. با مرگ او شاخهٔ خاوری دودمان کارولنژی از میان رفت. جانشین وی خواهرزاده‌اش کنراد یکم از خاندان کنرادین‌ها بود (۹۱۱–۹۱۸). از آن‌جا که کنراد یکم فرزندی برای جانشینی نداشت با توافق قبلی، هاینریش مرغ‌گیر زمام امور را به دست گرفت (۹۱۹–۹۳۶). روایت است که هاینریش هنگامی که در جنگل در کنار دام پرندگان نشسته بود دیهیم شاهی را به‌او تقدیم داشتند. از این‌رو به‌نام هاینریش مرغ‌گیر ملقب شده‌است.